# Frans Thijssen
Frans Thijssen (Malden, 1952. január 23. –) válogatott holland labdarúgó, középpályás, edző.

## Pályafutása

### Klubcsapatban
Az SV Juliana '31 csapatában kezdte a labdarúgást. 1970 és 1973 között a N.E.C. játékosa volt. 1973-ban szerződött az FC Twente együtteséhez. Itt tagja volt az 1974–75-ös idényben UEFA-kupa döntős csapatnak, majd az 1977-es holland kupagyőztes együttesnek. 1978-ban az angol Ipswich Townhoz igazolt. Két bajnoki ezüstérem mellett (1980–81, 1981–82) tagja volt az 1980–81-es UEFA-kupa győztes csapatnak. 1981-ben az FWA az év labdarúgója címet nyerte el Angliában. 1983-ban és 1984-ben is egy rövidebb ideig a kanadai Vancouver Whitecaps labdarúgója volt. Közben az 1983–84-es idényben a Nottingham Forestben szerepelt. 1984-ben hazatért, először a Fortuna Sittard, majd 1987–88-ban az FC Groningen labdarúgója volt. 1988 és 1991 között az SBV Vitesse csapatában szerepelt és itt fejezte be az aktív labdarúgást.

### A válogatottban
1975 és 1981 között 14 alkalommal szerepelt a holland válogatottban és három gólt szerzett. Tagja volt az 1980-as olaszországi Európa-bajnokságon részt vevő csapatnak.

### Edzőként
1995–96-van volt klubja, az SBV Vitesse vezetőedzője volt. 1997–98-ban a svéd Malmö FF együttesénél tevékenykedett. 1999-ben VBV De Graafschap, 2000–01-ben a Fortuna Sittard szakmai munkáját irányította. 2002 és 2009 között e Közel-Keleten vállalt munkát. Egyesült arab emírségekbeli illetve katari kluboknál volt segédedző vagy az ifjúsági csapat edzője. 2014–15-ben az ausztrál Brisbane Roar megbízott vezetőedzője volt.

## Sikerei, díjai
- FWA az év labdarúgója: 1981

 FC Twente
- Holland bajnokság (Eredivisie)
  - 2.: 1973–74
- Holland kupa (KNVB)
  - győztes: 1977
- UEFA-kupa
  - döntős: 1974–75

 Ipswich Town
- Angol bajnokság
  - 2.: 1980–81, 1981–82
- UEFA-kupa
  - győztes: 1980–81

## Statisztika

### Mérkőzései a holland válogatottban
| Hollandia | Hollandia            | Hollandia                             | Hollandia     | Hollandia | Hollandia     | Hollandia     | Hollandia | Hollandia |
| #         | Dátum                | Helyszín                              | Hazai         | Eredmény  | Vendég        | Kiírás        | Gólok     | Esemény   |
| --------- | -------------------- | ------------------------------------- | ------------- | --------- | ------------- | ------------- | --------- | --------- |
| 1.        | 1975. április 30.    | Antwerpen, Bosuilstadion              | Belgium       | 1 – 0     | Hollandia     | barátságos    | -         | 79'       |
| 2.        | 1975. május 17.      | Frankfurt, Waldstadion                | NSZK          | 1 – 1     | Hollandia     | barátságos    | -         | 46'       |
| 3.        | 1975. október 15.    | Amszterdam, Olimpiai Stadion          | Hollandia     | 3 – 0     | Lengyelország | Eb-selejtező  | 1         | 59'       |
| 4.        | 1975. november 22.   | Róma, Olimpiai Stadion                | Olaszország   | 1 – 0     | Hollandia     | Eb-selejtező  | -         |           |
| 5.        | 1979. november 21.   | Lipcse, Zentralstadion                | NDK           | 2 – 3     | Hollandia     | Eb-selejtező  | 1         | 45'       |
| 6.        | 1980. január 23.     | Vigo, Estadio de Balaídos             | Spanyolország | 1 – 0     | Hollandia     | barátságos    | -         |           |
| 7.        | 1980. március 26.    | Párizs, Parc des Princes              | Franciaország | 0 – 0     | Hollandia     | barátságos    | -         |           |
| 8.        | 1980. június 14.     | Nápoly, Stadio San Paolo (ITA)        | NSZK          | 3 – 2     | Hollandia     | Eb-csoportkör | -         | 69'       |
| 9.        | 1980. június 17.     | Milánó, Giuseppe Meazza Stadion (ITA) | Csehszlovákia | 1 – 1     | Hollandia     | Eb-csoportkör | -         |           |
| 10.       | 1980. szeptember 10. | Dublin, Lansdowne Road                | Írország      | 2 – 1     | Hollandia     | vb-selejtező  | -         |           |
| 11.       | 1981. február 22.    | Groningen, Stadion Oosterpark         | Hollandia     | 3 – 0     | Ciprus        | vb-selejtező  | -         |           |
| 12.       | 1981. március 25.    | Rotterdam, Feijenoord Stadion         | Hollandia     | 1 – 0     | Franciaország | vb-selejtező  | -         |           |
| 13.       | 1981. szeptember 9.  | Rotterdam, Feijenoord Stadion         | Hollandia     | 2 – 2     | Írország      | vb-selejtező  | 1         | 11'       |
| 14.       | 1981. október 14.    | Rotterdam, Feijenoord Stadion         | Hollandia     | 3 – 0     | Belgium       | vb-selejtező  | -         |           |
|           | Összesen             |                                       |               | 14        | mérkőzés      |               | 3         | gól       |